# Rotflügel-Brachschwalbe

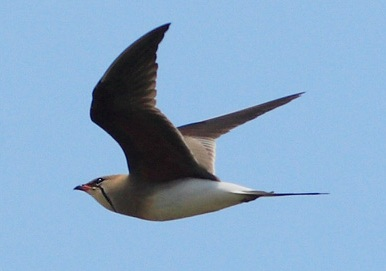
Rotflügel-Brachschwalbe im Flug

Die Rotflügel-Brachschwalbe (Glareola pratincola) ist eine Art aus der Familie der Brachschwalbenartigen. Sie ist sehr lückenhaft von Afrika bis Asien verbreitet. In Mitteleuropa ist sie nur in Ungarn ein Brut- und Sommervogel, in anderen mitteleuropäischen Regionen ist sie ein nicht sehr häufiger Irrgast.

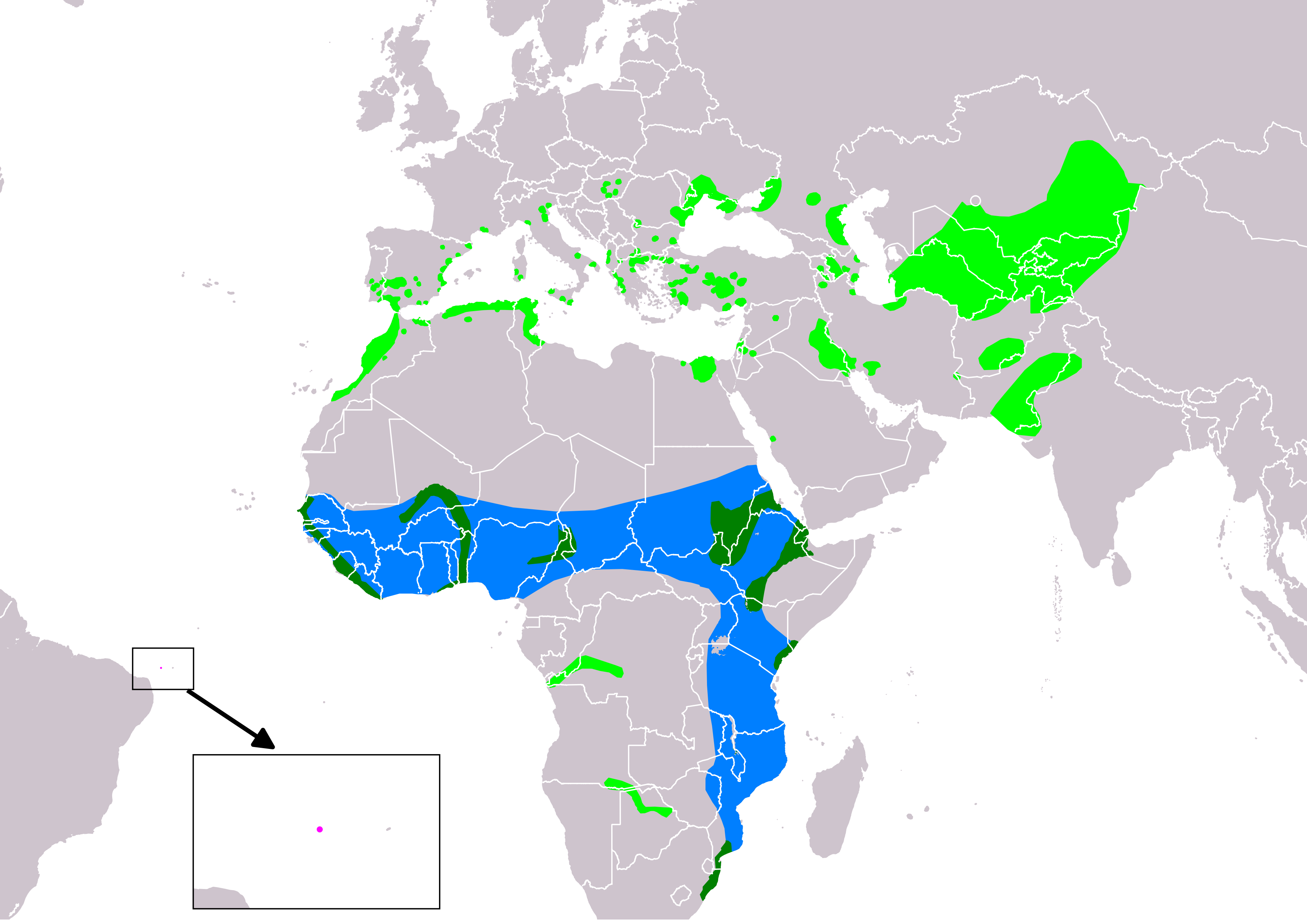
Verbreitungsgebiete der Rotflügel-Brachschwalbe:
Brutgebiete
Ganzjähriges Vorkommen
Überwinterungsgebiete
Streifzüge (Saisonalität unsicher)

## Beschreibung
Die Rotflügel-Brachschwalbe  ist ungefähr drosselgroß und erreicht eine Körperlänge von 22 bis 25 Zentimeter. Das Gewicht beträgt 60 bis 95 Gramm. Sie hat einen schwalbenartigen Flug. Ihr Schwanz ist leicht gegabelt und die Flügel sind teilweise rostfarben.
Rotflügel-Brachschwalben laufen regenpfeiferartig schnell mit plötzlichen Hals- und Kopfbewegungen. Auffallend ist das Wippen des Hinterkörpers. Im Jagdflug erinnern sie an Schwalben.

## Lebensraum
Ideal sind von der Sonne ausgetrocknete Sümpfe nah am Wasser. Man findet die Rotflügel-Brachschwalbe aber auch in Magersteppen mit verstreuter Bodenvegetation.

## Fortpflanzung

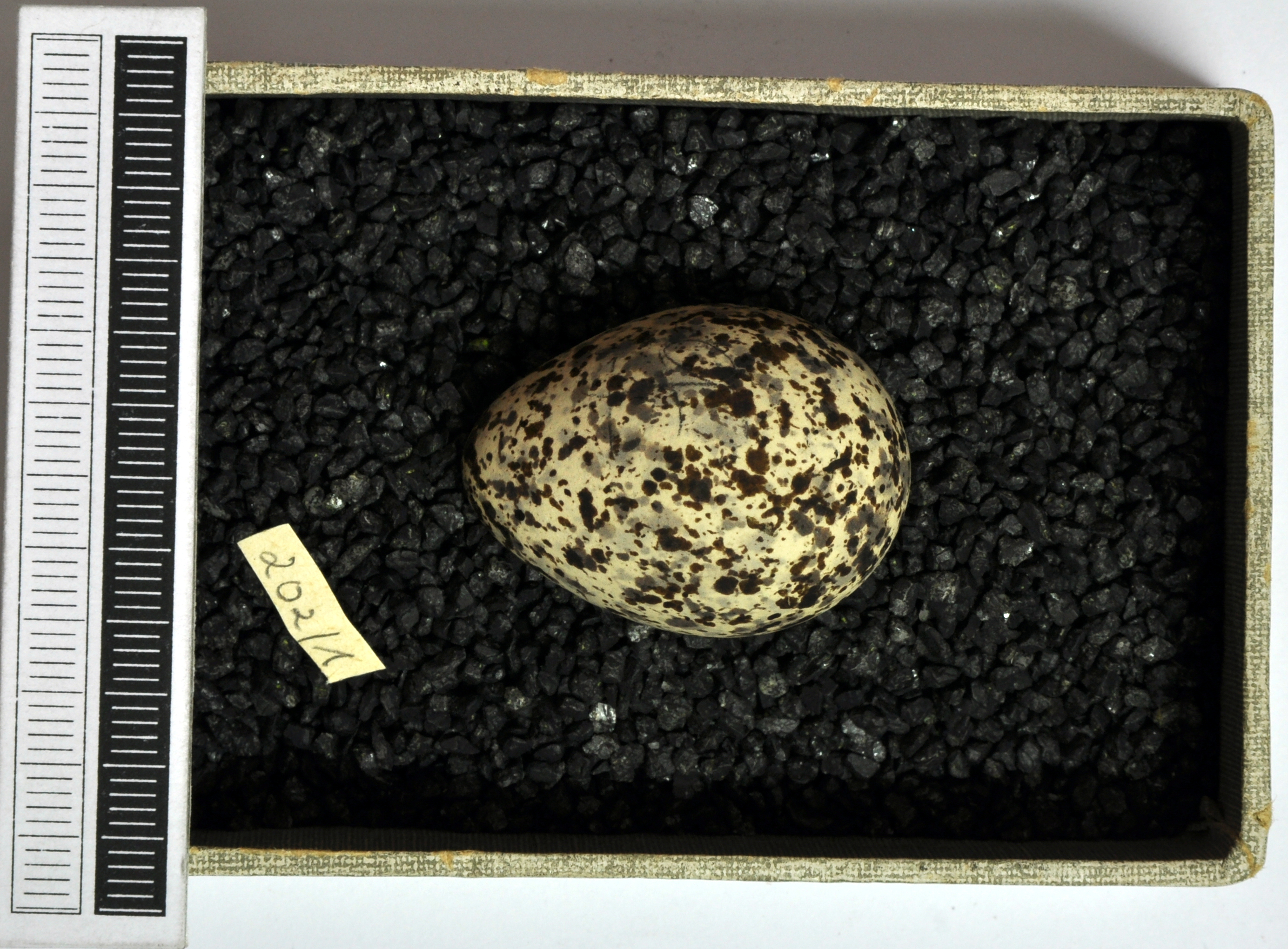
Ei der Rotflügel-Brachschwalbe (Sammlung Museum Wiesbaden)

Die Rotflügel-Brachschwalbe brütet in Kolonien und wechselt jedes Jahr den Ort. Drei manchmal aber auch nur zwei Eier finden sich im Gelege, das in einer Bodenmulde (z. B. einem Viehtritt) im letzten Mai-Drittel abgelegt wird. Der Nachwuchs wird im Juli flügge. Feinde werden von den Altvögeln dicht umschwärmt.

## Nahrung
In den kühleren Abend- und Morgenstunden jagen die Vögel im schwalbenartigen Flug in der Nähe von Viehherden Insekten. In der Dämmerung sind das vor allem Nachtfalter. Im Laufen wird Beute vom Boden aufgelesen oder auch aus weichem Substrat gestochert.

## Bestand
Der europäische Gesamtbestand wurde zu Beginn des 21. Jahrhunderts auf 10.000 bis 18.000 Brutpaare geschätzt. Europäische Verbreitungsschwerpunkte sind Spanien (etwa 4.700 Brutpaare), Türkei (3.000 bis 6.000 Brutpaare) sowie Portugal, Griechenland, Rumänien, Aserbaidschan und der europäische Teil Russlands, wo jeweils mehr als fünfhundert Brutpaare brüten.
In Mitteleuropa brütet die Rotflügel-Brachschwalbe nur in Ungarn. Dort wurden zu Beginn des 21. Jahrhunderts zwanzig bis neunzig Brutpaare gezählt.

## In der Astronomie
1999 wurde der Asteroid (8973) Pratincola nach Glareola pratincola benannt.

## Belege

### Einzelbelege
1. 1 2  Bauer et al., S. 548
2. ↑  Bauer et al., S. 549